# Cinématographe (revista)
Cinématographe és una revista de cinema francesa publicada des del 1973 fins al 1987.
La revista va publicar 126 números: el primer es va publicar el febrer de 1973 et le dernier en janvier 1987. Jacques Fieschi va ser el seu redactor en cap entre 1975 i 1984.